# 메이오 세츠나

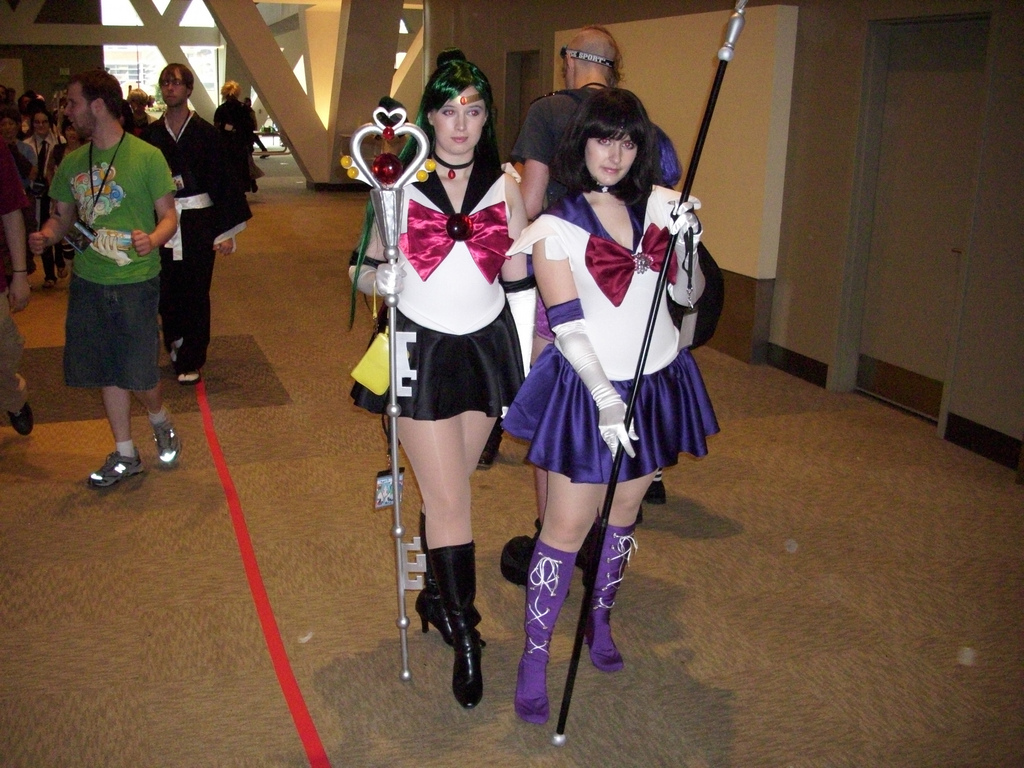

메이오 세츠나(일본어: 冥王 せつな)(국내명: 이사벨)는 타케우치 나오코의 만화작품인 《미소녀전사 세일러문》에 등장하는 가공의 인물이다. TV 애니메이션 판에서 목소리를 맡은 성우로는, 일본에서 카와시마 치요코, 《Crystal》에서는 마에다 아이, 한국에서는 KBS판에서는 이선이, 대원방송 재더빙판에서는 박고운이 맡았다.

## 인물
세일러 플루토으로 변신한다. 원작에선 KO 대학 이학부 1학년 기초 물리학과 이론 물리학 전공, 그 후 대학을 졸업하고 도쿄만 천문대 (모델은 국립 천문대)에 근무, 원작 16권 이후에선 치비우사가 다니는 초등학교의 양호실 선생님이 되어있다. 하지만 대학에서 물리학을 전공하였는데, 양호 선생이 된 것, 하물며 1년 만에 졸업을 한 것에 대한 것은 의문에 남는다.(애니판에선 무한 학원 대학 이학부)
당초 2부 《치비우사 등장편》(애니에선 R 후반이다)에, 외부 태양계 세일러 전사로서는 최초로 등장하였는데, 변신 후에 모습조차 표현되어 있지 않고, 이공간에서의 만남뿐이었었다. 그 후, 3기에서 《무한학원편》(애니에선 S) 후반이 되고 부터는, 텐오 하루카와 카이오 미치루가 위험에 빠졌을 때 처음으로 변신 전의 모습이 그려진 경위를 거쳐(애니 110화), 전편을 통해서 수수께끼 투성이로 그려진 편이다.
시공의 문의 지킴이로 실버 밀레니엄 시절부터 계속 살아, 원작 2부 종반에서 문의 관한 최대의 금기(타임 스톱)를 깨고 사망하고, 네오 퀸 세레니티에 의해 세츠나로 환생하여 S에 등장이라는 해설(애니판 R에서는 죽지 않았기 때문에, 텐오 하루카와 카이오 미치루의 곁에 성배 소환과 성배를 취급하는 구세주 수색을 위한 미래, 시공의 문에서 합류. 그 후 S 후반에서 결계로 가려진 무한 학원안에 하루카와 미치루를 돌입시키기 위해, 원작처럼 문에 관한 금기를 깼다. 그것과 금기 실행 후에 회복 기간에 관련하여 팬들사이에서 찬부 양론이 일어났었다)이 유력하다. 원작에 있어서 3부 9편에 세일러 새턴에 관한 설명 중에, 실버 밀레니엄 시절의 종막때 우라노스, 넵튠과 함께 전생하였다는 기술이 있고, 실버 밀레니엄 시절부터 살았다는 기술도 모순적인 부분도 있다.
원작에서 전 주인인 퀸 세레니티에게서의 금기를 직접 들면,
1. 시간을 이동하지 말 것.
2. 지켜야 할 문에서 절대로 떨어지지 말 것.
3. 시간을 멈춰서는 안될 것.
이 세가지가 금기이다.
원작자 타케우치 나오코가 좋아하는 캐릭터로, 그녀는 킹 엔디미온을 짝사랑한 것을 2부에서 그렸을 정도였다.
치비우사에게는 푸라는 별칭으로 불린다.

## 세일러 플루토
명왕성을 수호성으로 가진 가공과 변혁의 전사.
거대한 열쇠의 의장한 가넷 롯드를 항상 가지고, 그의 타리스만인 가넷 오브로 시간을 조종한다. 원작에서는 이것으로 몸을 지키는 장벽 등을 발생시킨다. 애니에서는 크로노스 오브에서 상품화도 되었는데, 보석 형태로 등장한 것은 성배 출현때의 공명 상태뿐으로, 후엔 가넷 롯드로서의 상태가 이어졌다. 또 R과 S에서 오브의 상태가 분명히 다르고, 오브의 디자인이 결정된 S 에서도 R 시대의 디자인이 사용될 때도 있었다.
전용 대사는 딱히 없는데, 세명이 집합시에 시공의 별, 명왕성을 수호로 하는 변혁의 전사, 세일러 플루토라고 하며, 그 후 세명이 함께 외부 태양계 세 전사, 새로운 위험에 불려(우라노스) 이곳에 등장!으로 이어진다. 특별한 것으로 시간을 맡은 세일러 플루토, 이 사랑스러운 지구를 당신 뜻대로 되게 하지 않겠습니다(극장판 S 《카구야 공주의 연인》)가 있다. (또 다른 대사: 시간을 맡은 세일러 플루토, 시공의 문에 마음대로 들어오는 자는 소거한다) 전투력도 높고, 본편 중에는 그녀의 필살기가 듣지 않은 적은 세일러 전사들 중에서 극히 드물다.(세일러 새턴에 대해서는, 일반 전사들과는 전투 장면이 그려지지 않았기에 제외) 시공의 문의 수호자.(시간을 조종하는 등의 강대한 힘을 가진 캐릭터는 어렵기 때문인지, 애니(S, Stars)에서 결전때 플루토와 새턴을 제외하고 우라노스와 넵튠만 싸울 때가 많다. 그것 때문에 원작과 애니의 대립의 원인중 하나이다.) 인상색은 미트나이트블루.

### 신분
- 세일러 플루토
- 대학생 (환생 한 뒤 ko대학생)

### 아이템
- 플루토 변신 립 롯드
- 크리스탈 체인지 롯드 (원작 제 4기)
- 가넷 오브(플루토의 타리스만)
- 가넷 롯드
- 스타 시드

### 변신주문
- 플루토 플래닛 파워! 메이크업!
- 플루토 크리스탈 파워! 메이크업! (원작 제 5기)

### 공격 주문
- 데드 스크림
- 크로노스 타이푼 (원작 제 3기)
- 가넷 볼 (원작 제 3기)
- 다크 돔 크로즈 (원작 제 3기)
- 타임 스톱(금기 주문, 원작 제 2기, 애니 124화)

## 같이 보기
- 플루톤
- 시간 여행
- 명계